# Université autonome du Nuevo León
L'université autonome du Nuevo León (espagnol : Universidad Autónoma de Nuevo León) est une université mexicaine. Fondée en 1933, elle se présente comme la troisième plus grande université du pays.